# قواعد الأحكام (كتاب)
قواعد الأحكام في مصالح الأنام أو القواعد الكبرى أو قواعد الأحكام في إصلاح الأنام هو كتاب للإمام العز بن عبد السلام في الفقه وأصول الفقه، ويُعد أعظم كتبه وقمة إنتاجه وأعمق بحوثه، وهو الدليل القاطع على إمامة العز في الاجتهاد والأصول، ولذلك قال تاج الدين السبكي: «ومن تصانيف الشيخ عز الدين «القواعد الكبرى» وكتاب "مجاز القرآن"، وهذان الكتابان شاهدان بإمامته وعظيم منزلته في علوم الشريعة، واختصر القواعد الكبرى في قواعد صغرى والمجاز في آخر».
وهذا الكتاب يقع في مجلدين، وهو كتاب قيم وعميق الفكر وجليل القدر، ويدل على طول باع العز في علم الأصول، ودقة نظره في مقاصد الشرع، وفهمه المتميز في نصوص القرآن والسنة، وبعد تفكيره في سعة الأحكام الشرعية وشمولها، وصلاحها لكل زمان ومكان.

## وصلات خارجية
- تحميل الكتاب.